# Claude Alexandre de Bonneval
Claude Alexandre de Bonneval (1675–1747) – francuski żołnierz i oficer, później na służbie Imperium Osmańskiego, przeszedł na islam i był znany jako Humbaradży Ahmet Pasza (tur. Humbaracı Ahmet Paşa). Służył jako adiutant Nadira Szaha Afszara podczas wojny z Rosją, jak również kierował modernizacją armii sułtańskiej, budując młyny prochowe, fabryki muszkietów oraz odlewnie dział.